# ناديا أورمان
ناديا أورمان (بالألمانية: Nadja Auermann)‏ (من مواليد 19 مارس 1971) عارضة أزياء وممثلة ألمانية. علقت مصممة الأزياء فالنتينو ذات مرة على تشابهها الجسدي مع مارلينه ديتريش. كتب غاي ترباي، كاتب عمود في صحيفة «نيويورك تايمز» للأزياء، عن «طلتها كعذراء الجليد وساقيها عصاتي قفز بالزانة». كانت ذات مرة تحمل الرقم القياسي لكونها عارضة مع أطول أرجل في العالم في كتاب غينيس للأرقام القياسية.

## روابط خارجية
- ناديا أورمان على موقع IMDb (الإنجليزية)
- ناديا أورمان على موقع مونزينجر (الألمانية)
- ناديا أورمان على موقع ميوزك برينز (الإنجليزية)
- ناديا أورمان على موقع قاعدة بيانات الفيلم (الإنجليزية)
- ناديا أورمان على موقع دليل عارضات الأزياء (الإنجليزية)